# حسين الصحاف
حسين بن علي بن محمد بن حسين بن ناصر بن موسى بن حسين بن محمد الصحاف الأحسائي أصلاً الكويتي مولداً ومنشأه النجفي تحصيلاً ومدفناً. ولد عام 1885 ميلادية - توفي عام 1903 في الكويت.

## ولادته وتحصيله
ولد في الكويت سنه 1303 هـ حيث هاجر إليها جده وأبيه أواخر القرن الثالث عشر الهجري وبها نشأ وترعرع تحت رعاية والده علي وأخيه أحمد وأخذ عنهما الدروس العلمية.

## حياته
بعد وفاة والده سنة 1321 هـ هاجر إلى النجف لارتحال دراسته العلمية وكان عمره 20 عاماً وحضر فيها على عدد من علمائها منهم:
1. موسى أبوخمسين الإحسائي.
2. ناصر بن السيد هاشم الإحسائي.
3. موسى الحائري.

بقي مقيماً في النجف حوالي عشرين عاماً لطلب العلم كان خلالها يتردد بين النجف والكويت.

## علمه وفضله
ذكره أخوه كاظم الصحاف واعتبره من العلماء وقال فيه: (بدأ يدرس على السيد ناصر الإحسائي وغيره من العلماء حتى أدرك الاجتهاد ثم درس علم الحكمة حتى صار فيه بحراً مواجاً وسراجاً وهاجاً)، وقال: (فلما استكمل العلوم وأدرك الاجتهاد نزل في النجف).
كان يكثر الاحتجاجات والمجادلات مع اساتذته وغيرهم حتى تضايق منه بعض مدرسيه. المعروف أنه من العلماء المعتمدين لدى الطائفة الشيخية وكان وكيلاً لمرجعهم الميرزا موسى الحائري الأسكوئي، ودافععن الشيخية. له في مدح النبي محمد قصائد وفي رثاء الحسين بن علي فرائد.

## مؤلفاته
1. كتاب في الفقه.
2. كتاب في أصول الفقه.
3. كتاب في علم الحكمة.
4. كتاب سماه الصارم الهندي في الرد على المعتدي.
5. مسائل في علم الحكمة ومراتب الأئمة.

## أدبه وشعره
قال في شأنه أخوه كاظم الصحاف: (بلغ في فن الأدب مبلغاً عظيماً ومقاماً كريماً وأقرت له به أدباء عصره وعظماء دهره)، ومن شعره في رثاء الحسين بن علي:
أمنزل أهل الوحي مالك مقفرا
بك الدار ظلما بعد ما كانت مسفرا
أهل بهم استبدلت أهلاً وصاحباً
وتنظر أن يأتوا فلا زالت مغبرا
أم استبدلوا أهل العلى بك منزلاً
فساروا إليه أم أبوالموت كبرا
ومن شعره في مدح الإمام موسى الكاظم :
راق في روضه الثنا مثواها
وزكى في النفوس نشر شذاها
ويطيب إذ شاهدت اصفاها
ونحت بالمديح ريح صباها
واستطابت قلوبنا في هواها

## وفاته
بعد أن أخذ بغيته من العلم في النجف عاد إلى وطنه الكويت كان هذا عام الحرب العالمية الثانية، في الطريق توقف في مدينة (سوق الشيوخ)، حيث وافاه الأجل فيها سنة 1343 هـ وعمره لم يتجاوزالأربعين عاماً وكانت لوفاته أثر على ذويه ومحبيه ولاسيما الشيعة الإحسائيين وفي (سوق الشيوخ) والكويت.
في سوق الشيوخ تم تجهيزه وتكفينه قبل أن ينقل إلى (القري) وبسبب تعطلت الجنازة 16 يوماً عند وصولها إلى النجف كان في استقبالها هناك ناصر الإحسائي وعدد من العلماء الخليجيين. وينقل كاظم الصحاف عن ناصر الإحسائي أنه قال: رغم تأخرالجنازة وكون الوقت ضيقاً لم نجد أي تغير على الجثمان وماشممنا منه إلا رائحة الكافور. دفن في النجف بجوار مرقد الإمام علي بن أبي طالب.